# Lobelia columnaris
Espèce
Synonymes
- Dortmanna columnaris (Hook.f.) Kuntze[1]
- Lobelia conraui R.E.Fr. & T.C.E.Fr.[1]
- Tupa columnaris (Hook.f.) Vatke[1]

Statut de conservation UICN

 VU A2c : Vulnérable
Lobelia columnaris est une espèce de plantes à fleurs de la famille des Campanulaceae originaire d'Afrique tropicale et subtropicale. On l'appelle aussi « faux tabac » ou « tabac de Dieu ». C'est l'une des 300 espèces de Lobelia que l'on compte à travers le monde.

## Description
Lobelia columnaris est une plante pachycaule qui peut atteindre 3 mètres de haut.
La couleur des fleurs varie du bleu au violet en passant par le rose et le pourpre. Les fleurs sont disposées en une panicule pyramidale terminale. La floraison a lieu durant la saison sèche et s'étend sur une dizaine de jours.

## Répartition et habitat
On retrouve cette espèce de Lobelia en Guinée équatoriale sur l'île de Bioko, au Cameroun dans les forêts de Kilum Ijim (en), du mont Cameroun et de la région de Grassland mais aussi au Nigeria dans l’État de Cross River. C'est la seule espèce de Lobelia géant présente en Afrique de l'Ouest.
Elle croît dans l'écotone, entre la forêt de montagne et la prairie, à des altitudes comprises entre 2 000 et 2 200 m.

## Menaces et statut de protection
Lobelia columnaris est menacée par la destruction progressive de son habitat causée par les incendies, l'exploitation du bois ou encore le défrichage des forêts pour le développement de l'agriculture. Elle est de ce fait classée dans la liste rouge des espèces menacées de l'Union internationale pour la conservation de la nature (UICN).

## Utilité

### Rôle écologique
En période de floraison, elle attire de nombreux insectes pollinisateurs mais également des oiseaux appartenant à la famille des Nectariniidae tels que le Souimanga de Bouvier ou encore le Souimanga de Reichenow.

### Rôle dans la protection des cultures
L'emploi d'aérosols à base de Lobelia Columnaris a montré des résultats positifs dans la lutte contre les chenilles défoliantes, les pucerons et les punaises souvent responsables de dégâts importants dans les cultures.